# Christian Schreiber
Christian Schreiber (Langendorf, RDA, 7 de agosto de 1980) es un deportista alemán que compitió en remo.
Ganó dos medallas en el Campeonato Mundial de Remo, en los años 2001 y 2005. Participó en dos Juegos Olímpicos de Verano, en los años 2004 y 2008, ocupando el sexto lugar en Pekín 2008, en la prueba de cuatro scull.

## Palmarés internacional
| Campeonato Mundial | Campeonato Mundial | Campeonato Mundial | Campeonato Mundial |
| Año                | Lugar              | Medalla            | Prueba             |
| ------------------ | ------------------ | ------------------ | ------------------ |
| 2001               | Lucerna (Suiza)    | Medalla de oro     | Cuatro scull       |
| 2005               | Kaizu (Japón)      | Medalla de bronce  | Doble scull        |